# Dixella limai
Dixella limai är en tvåvingeart som först beskrevs av Santos 1940.  Dixella limai ingår i släktet Dixella och familjen u-myggor. Inga underarter finns listade i Catalogue of Life.